# FC Viljandi
MTÜ FC Viljandi was een Estische voetbalclub uit Viljandi.
De club werd in 2011 opgericht toen JK Tulevik Viljandi besloot om geen satellietclub van FC Flora Tallinn te blijven en zelfstandig verderging. Tulevik ging in de II Liiga spelen en de nieuwe club nam de licentie in de Meistriliiga over. De club speelde in het Viljandi linnastaadion. FC Warrior Valga was een satellietclub van FC Viljandi. In het seizoen 2011 eindigde de club als achtste in de Meistriliiga. In het seizoen 2012 werd een zevende plaats behaald. Hierna werd de club opgeheven en Tulevik was net naar de Esiliiga gepromoveerd. De Georgiër Zaur Tšilingarašvili was de trainer.